# 리자웨이 (가수)
리자웨이(중국어 간체자: 李佳薇, 병음: Lî Jīawēi, 한자음: 이가미, 영어: Jess Lee, 1988년 6월 1일~ )는 말레이시아의 가수이다.